# Otto Eybner

Otto Eybner nach seinem Amtsantritt

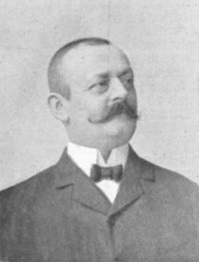
Otto Eybner, 1905

Otto Eybner (* 6. Februar 1856 in St. Pölten; † 23. Februar 1917 ebenda) war ein österreichischer Politiker (DFP) und 18. Bürgermeister von St. Pölten.

## Leben
Otto Eybner wurde am 6. Februar 1856 als Sohn einer Bürgerfamilie in St. Pölten geboren, wo er auch das Gymnasium besuchte. Anschließend ließ er sich in Wien zum Kaufmann ausbilden.
1878 nahm er als Leutnant in einem ungarischen Infanterieregiment an der Okkupation Bosnien-Herzegowinas teil, nach seiner Rückkehr übernahm er die väterliche Eisen- und Kohlenhandlung.
1885 wurde er in die Gemeindevertretung St. Pöltens entsandt. 1905 wurde er Vizebürgermeister, im Jahr darauf übernahm er den Posten des Bürgermeisters der Stadt, den er bis zu seinem Tod innehatte.
Er starb am 23. Februar 1917, nachdem er eine Lungenentzündung und eine Operation (Entfernung einiger Rippen) überlebt hatte, an Herzschwäche. Sein Grab befindet sich auf dem Hauptfriedhof St. Pölten.
Eybner hatte mit seiner seit 1888 Gattin Leopoldine (geborene Pittner, Schwester von Franz Pittner.) fünf Kinder: Helene, Hermine, Blandine, Otto sowie den späteren Kammerschauspieler Richard Eybner.

## Ehrungen
- Ritterkreuz des Franz-Joseph-Ordens (1909)[8][9]
- Ehrenbürger der Stadt St. Pölten (1916 an seinem 60. Geburtstag)[10]
- Orden der Eisernen Krone III. Klasse (1916)[11][12]
- Eybnerstraße in St. Pölten (1935)[2]